# Boubacar Ben Amer
Boubacar Ben Amer è un comune del dipartimento di Tijikja, situato nella regione di Tagant in Mauritania. Contava 6.141 abitanti nel censimento della popolazione del 2000 e 6.879 nel 2013.